# Masha Dashkina Maddux
Maria "Masha" Dachkina Maddouks ((uk) : Марія Дашкіна Меддукс, Maria Dachkina Meddouks) est une danseuse moderne ukrainienne et professeur de danse. Elle est une ancienne danseuse principale de la Martha Graham Dance Company et est la fondatrice et directrice du Festival de Danse de Wake Forest (en).

## Biographie

### Enfance et formation
Mariya Dachkina Maddouks est née à Kiev, en Ukraine. Enfant, elle étudie le ballet classique et se forme à la méthode Vaganova. Elle déménage aux États-Unis en tant que jeune adulte et étudie avec Ruth Weisen au Thomas Armour Youth Ballet à Miami, en Floride. Elle est diplômée de la New World School of the Arts.

### Carrière
En 2007, Dachkina Maddouks rejoint la Martha Graham Dance Company à New York et est finalement promue au rang de danseuse principale,. Elle a joué dans de nombreux rôles principaux dans les œuvres de Graham, notamment la mariée dans Appalachian Spring, 'Ariane dans Errand into the Maze, la femme en rouge de Diversion of Angels, Eve dans Embattled Garden, le duo Conversation of Lovers et a dansé des rôles vedettes dans Deaths and Entrances, dans Chronicle, dans Night Journey, Artemis dans Phèdre et le solo de Serenata Morisca. Outre les œuvres de Graham, Dachkina Maddouks a également interprété des œuvres de chorégraphes contemporains tels que Larry Keigwin, Richard Move, Luca Veggetti, Lar Lubovitch, Bulareyaung Pagarlava, Adonis Foniadakis, Anna Sokolow, Robert Wilson et Azure Barton. Elle est présentée dans une vidéo des cours Martha Graham Technique pour débutants réalisée par Miki Orihara et Susan Kikuchi et produite par Dance Spotlight,.
Elle a été présentée dans Dance Magazine, Dior Magazine numéro 27, Broadway Dance Magazine, et était dans le film Fall to Rise, réalisé par Jayce Bartok. Elle a également été modèle pour des photographes de danse et présentée dans les livres Dessert Flower de Guillermo Licurgo et The Art of Movement de Ken Browar et Deborah Ory,,.
Dachkina Maddouks a enseigné le ballet et la danse moderne au Martha Graham Center of Contemporary Dance, à la New World School of the Arts, au Thomas Armour Youth Ballet, à l'Université de Caroline du Nord à Greensboro, à l'Université Elon et à la Colburn School de Los Angeles. En 2017, elle fonde en Caroline du Nord, à Wake Forest, le Wake Forest Dance Festival, un festival de danse public présenté par ARTS Wake Forest et en partenariat avec le Wake Forest Department of Parks and Recreations, et en est la directrice artistique,.
Elle est ambassadrice de la Dancing Angels Foundation, une fondation de bourses d'études à but non lucratif pour les étudiants danseurs,.
En 2018, elle reçoit le prix Alto Jonio Best Dancer.